# ダウンタウン熱血物語SP
『ダウンタウン熱血物語SP』（ダウンタウンねっけつものがたりスペシャル）は、2016年10月27日にニンテンドー3DS用としてアークシステムワークスから発売されたゲームソフト。
本作の元となる作品は1989年4月25日にファミリーコンピュータで発売された『ダウンタウン熱血物語』（以降FC版と表記）であり、2004年3月5日にゲームボーイアドバンスで発売された『ダウンタウン熱血物語ex』（以降exと表記）ではFC版に追加要素をプラスした、ボリュームアップ版といえる内容である。一方で本作はくにおくんシリーズ30周年記念作品の第1弾として、システムやストーリー、登場人物の設定に至るまでが再構築したリブート作品である。
2023年10月12日には3DS版から画面のレイアウトや操作性を改善したNintendo Switch、PlayStation 4、Steam版が発売された。

## ゲーム内容

### ゲームモード
熱血物語
ゲーム本編であり、メインストーリー。
スタート時に難易度を選択する。初心者向けの「軟派」、上級者向けの「硬派」に加え、隠し難易度が存在するが、難易度をゲーム途中で変更することはできない 。マルチエンディング方式が導入されており、周回プレイを前提としたゲームデザインとなっている。
特定の条件を満たすと、とあるキャラクターのバックグラウンドが描かれた隠しストーリーが解禁される。
FoDD2016（ファイティング・オブ・ダブルドラゴン2016）
本編中に登場する格闘ゲーム「FoDD2016」をプレイできるモード。2人プレイにも対応している。PlayStation 4 / Nintendo Switch / Steam版でのタイトルは「Fighting of Double Dragon 2023」となっている。
本編のキャラクター達による対戦格闘だが、タイトルロゴやBGM、キャラクター名といったところまで『ダブルドラゴン』風になっており、キャラクターそれぞれに固有のストーリーが用意されている。
往年の2D格闘ゲームを彷彿とさせるデザインがなされており、戦闘システムは「必殺技が使い放題」「熱血カウンターが使えない」「ピンチ状態でのみ超必殺技が使用できる」といった本編とは異なる特徴がある。
【ストーリー】
世界に名を轟かせる武道の名門・冷峰館。ここでは強者たちが日々鍛錬に励んでおり、3年に一度、その集大成といえる「冷峰武道会」が開催される。この大会に招待された弟・ビリーと兄・ジミーは、同じく優勝を目指す門下生達との熾烈な戦いに挑むのであった。

### ストーリー、キャラクター関連
ストーリーの再構築
本作は過去作『熱血硬派くにおくん すぺしゃる』、『りき伝説』、『熱血硬派くにおくんSP 乱闘協奏曲』の続編に位置付けられており、くにおとりきの関係はそちらがベースとなっている。ただし、シリーズの括りでは「ダウンタウンシリーズ」である本作に対してこれら作品は「熱血硬派シリーズ」にあたる為、くにおとりきを除いた同作からの登場キャラはごく一部のみに留められており、同作の設定やエピソードとの関連性も極めて薄くなっている。
プレイヤーが操作できるのはくにおで固定されている。
ストーリーに関わるキャラクター達は、旧作の設定を引き継ぎながらも、それらをさらに膨らませる形で大幅に個性が追加されている。敵キャラクターが繰り出してくる必殺技も見直され、ボスキャラクターには固有の「超必殺技」が実装されている。
ストーリーに直接関わらないモブとして旧作の登場キャラクターも街にいることがあり、それぞれのキャラクター設定が活かされた内容の会話やつぶやきを見ることができる。
登場する高校はFC版に準拠しており、exよりも登場する高校の数そこ減っているものの、それぞれの高校に新たな名有りのキャラクターが設定されたほか、敵キャラクターとしてヤンキーや暴走族、カラーギャング、歓楽街の住人達が登場し、それらにもマップの刷新に絡めた勢力間の抗争や趨勢といった背景が与えられている。
キャラクターモーションの刷新と新規追加
従前より登場している必殺技のモーションが軒並み刷新されているほか、会話イベント中の表情やモーションもキャラクター固有のものが大量に追加されており、従来のコミカルな雰囲気を保ちながらも、キャラクターの個性や感情表現がより豊かに、わかりやすく表現されている。
フリーシナリオ制とマルチエンディング方式の導入
フリーシナリオ制が導入され、ゲーム内で3日間を過ごし、その間にこなしたイベントによって4日目（最終日）の展開及びエンディングが変化するマルチエンディング方式となっている。各日に発生するイベントは期間限定イベントのみで構成されており、どのイベントをこなすかの取捨選択も、あるいは全くイベントをこなさず喧嘩に明け暮れるようなプレイも可能であり、自由度が高い。
3日間の中で起こるイベントは全て本作のために新規に練られたイベントであり、中には旧作のキャラクターや裏設定まで盛り込まれているものもあり、シリーズファンにはより一層楽しめるような内容となっている。
エンディングをむかえると様々な特典の開放や、ステータス等を全て引き継いではじめからプレイする事が可能であり、周回プレイを前提としたゲームデザインとなっている。
「時間」概念の導入
ゲーム内に時間が設けられ、必ず15:00から始まり、23:00を迎えると一日が終了する。  大まかに15～17時が昼間、18時～19時が夕方、20時～23時が夜となっており、時間に応じて各エリアにいるキャラクターが変化したり、イベントが発生したりする。通常の時間経過の他に、イベントやお店での飲食、特定アイテムの使用、といったアクションによって時間は経過するが、夜になると大半の店は閉まってしまう。
途中で力尽きると所持金は減らないが1時間が経過し、発生中だったイベントも失敗になってしまうというペナルティを受ける。
マップと施設
全体マップが3DSの下画面に表示され、現在いるエリアが把握しやすくなっている。FC版に登場するエリアはおおむね登場するものの、街並みやエリアの位置関係は刷新されており、各エリアは安全エリア（黄色）と戦闘エリア（赤色）に区別され、戦闘エリアでは他校の不良や街のヤンキー、暴走族、カラーギャング等が出没し、喧嘩を売られる可能性がある。エリアの区分は、時間の経過やイベントの成否によって変化することもある。
ファストトラベルの手段として、到着するエリアは限定されるがタクシー（800円と5分を消費）が利用できる。
【主な施設】
ネットカフェ「ウエストビレッジ」
無料でセーブを行えるほか、有料のフリータイムで即座に一日を終わらせることも可能。
コンビニ「オリデマート」
戦闘中に使用できる回復アイテムの「おにぎり」や、SPを回復させる雑誌を販売している。
飲食店（ラーメン屋、牛丼屋など）＆銭湯「ゆめみの湯」
品目に応じた所持金と一定時間を消費するが、体力、SPの全回復に加え、特定のパラメーターを一定時間底上げする事が可能。
服屋「OUTLAW」「BADGUY」＆リサイクルショップ「入江倉庫」
売っている装備品の種類が異なる2店舗のほか、入江倉庫では不要な装備品の売却が可能であり、時間によって頻繁に品揃えが変わるものの、レアな装備品が並んでいることもある。
喧嘩倶楽部
別称「バトルクラブ」。他校の敵キャラクター達 から成る2つのチームが争っている所に乱入し、三つ巴の戦いを繰り広げることができる。入りなおすことで何度でも喧嘩が可能となっており、経験値稼ぎやアイテムドロップを狙うのに適している。
タイガーホール
『熱血格闘伝説』に登場したダブルタイガー兄弟が経営するジム。ステータスが格段に強化されたキャラクター達を相手にした勝抜き戦に挑むことができ、倒した人数に応じた必殺技の書を入手できる。

### システム関連
- 操作系統の変更

「パンチ」「キック」「ジャンプ」「投げ」「ダッシュ」「ガード」「武器拾い」といったアクションが3DSのそれぞれのボタンに割り振られるようになった。これにより「ガード」と「投げ」が容易に繰り出せるようになっている。
- パラメーター概念の刷新

FC版を踏襲しながらも一部が刷新され、レベル制と新たなパラメータである「SP」「運」が導入されている。
「レベル」 - レベルアップによりLP（レベルポイント）が得られ、各パラメーターに割り振ることで能力が上昇する  ほか、通常攻撃の派生アクションやスキルを習得する。
「SP」 - 必殺技や反撃技「熱血カウンター」の使用に必要であり、敵に攻撃する（される）か、攻撃をガードする事で回復する。
「運」 - 高いほど、敵を倒した際のお金やアイテムのドロップ率、攻撃時のクリティカル発生率がアップする。
- 装備品とスキル

パラメーターを強化できる装備品カテゴリとして「学ラン」「ボンタン」「ベルト」「靴」「アクセサリー」「裏釦」の6種類が導入された。 装備品にはそれぞれにレアリティランクがあり、高いほど質が高い場合が多い。 また、装備品には最大二つのスキルが付加されている場合があり、様々なプラス効果を得られる。大半のスキルにはレベルが設定されており、高いほど効果が大きくなる。
- 必殺技の仕様

必殺技の習得手段として、「書店等での購入」「敵からのドロップ」に加え、「特定のイベントをこなす」「特定の必殺技を繰り返し使用する（派生技を習得する）」が追加された。覚えた必殺技はスロットにセットする事で使用可能になる。
必殺技はSPの最大値に比例して消費量と威力が変動するほか、技それぞれに消費するSP量が設定されており、中にはSPの最大値の半分を消費するが、ガード不能かつ高ダメージである「超必殺技」も存在する（一部敵キャラクターも固有の超必殺技を使用してくる）。
- 通行人への攻撃

非戦闘地域にいるNPCに攻撃を加えると即座に乱闘になるが、戦闘地域でも出現するキャラクターの場合はその所属高校や仲間達に、その他の一般NPCの場合は異様に強い警官に襲われることになる。ゲームセンターなどの施設内では、問答無用で外へ追い出されてしまう。
特定の条件下で、画面外に向かって高速で走り去るマスコットが出現することがあり、これらは乱闘に持ち込み倒すと強力な装備品やアイテムをドロップする。

## ストーリー
「熱血硬派」の通り名を持つ熱血高校の番長・主人公「くにお」は、ある時はスポーツで世界に名を馳せ、あるときは仲間のためにヤクザの事務所に殴り込んだ熱き男である。
とある夜、謎の二人組に急襲され乱闘となるが、警察の出現によって決着には至らず二人組は撤退していった。駆けつけた「ひろし」から凄く強い二人組が近隣の高校を次々とシメていっていること、翌日にはその二人が最近冷峰学園に転校してきた双子の兄弟であること、そして冷峰学園が不穏な動きを見せていることを知る。裏に大きな何かが蠢いている気配を感じながら、なにやら彼女のことで困っているらしい「りき」のところへ向かうくにおの前には、熱血高校やこの街をも巻き込まんとする冷峰学園の野望と、それを操る黒幕の陰謀が立ちはだかっていたのだった。

## 登場キャラクター
名前はゲーム内での名前表記、本名の順に記述する。

### メインキャラクター
くにお
本作の主人公。熱血高校3年生で、「熱血硬派」「伝説の不良」と称される番長。口癖は「ナメんなよ！」。
本作では学ランの前を開け、赤色のインナーが見えるキャラクターデザインとなっている。
ダブルドラゴン兄弟の襲撃を受けたことをきっかけに、冷峰学園の野望とその黒幕である山田の陰謀に立ち向ってゆく。
お店で食事をした際や道具の使用時には、くにおの一人称視点で感想が語られ、中には思春期の高校生らしい彼の内面を見ることができるものもある。
FoDD2016モードでは、前回覇者・アレックスとして隠しキャラクターで登場。特定条件下で乱入してくるほか、ストーリーでは免許皆伝の立場でありながら、なぜか一から大会に参加することになり、対戦相手も自身も疑問を抱いている。
【必殺技（FoDD2016）】マッハキック、スクリュウ、ナッツシュート　【超必殺技（FoDD2016）】アクセルマッハパンチ、ナッツミサイル
りき
花園高校3年生の番長で、くにおの親友にして無二のライバル。くにおと双璧を成す存在としてその名を轟かせている。
本作では学ランの前を開け、トレードマークのサラシが見えるキャラクターデザインとなっている。
花園高校を傘下に収めんとする冷峰学園の陰謀によって、彼女であるマミが人質として狙われたことで一連の騒動に巻き込まれる。マミを大切に想っており、彼女に危害を加えた平軍団やダブルドラゴン兄弟と対峙した際には激昂し、怒りを露わにする。
FoDD2016モードには登場せず、本編でもイベントNPCとして共闘するのみだったが、アップデートにより、通信プレイにおける2P側キャラクターとして操作が可能となった。
【必殺技（NPC共闘時）】マッハパンチ、マッハパンチII、急降下パンチ、トルネードパンチ、オーバーヘッドキック
長谷部/長谷部 和美（はせべ かずみ）
冷峰学園3年生の生徒会副会長。快活かつ姉御肌な人柄で周囲から人気を集めている。
くにおとは中学時代の同級生であり、高校は別々になっても依然としてくにおに信頼と好意を寄せている。かつては伝説のスケバンであったことがまことしやかに噂されている。
学園に起こっている変化を訝しみながらも、自身の副会長という立場ゆえに、また仲の良かった頃のくにおと山田を知るゆえに山田の内心に気付けず、異変の核心に迫れずにいたが、黒幕に迫るくにおのサポートに尽力する。FC版のエンディングに最も似た展開では、黒幕の野望を挫いてくれたくにおに感謝を述べ、ボロボロになった学園の立て直しを誓っている。
FoDD2016モードでは、師範・ロキシーとして隠しキャラクターで登場。特定条件下で乱入してくるほか、ストーリーでは一参加者としてトーナメントに参戦するが、対戦相手達からは悉く怖れられており、彼女の指導はかなりのスパルタであることがうかがえる。
【必殺技（FoDD2016）】瞬華、鮮華、乱華　【超必殺技（FoDD2016）】天・燦華、地・蓮華
マミ/島田 真美（しまだ まみ）
花園高校2年生で、りきの彼女。
くにお、長谷部と同じ中学出身の後輩であり、美人というより可愛い系の女の子だが、天真爛漫なところがある。趣味は裁縫。
いたって普通の女子生徒であるが、誰にでも物怖じせずに接する人柄をりきに見初められ、恋人となる。
冷峰学園の陰謀により、りきを攻略するための人質として付け狙われ、1度は平軍団により、さらにはダブルドラゴン兄弟自らの手により都合2度攫われる憂き目にあってしまう。

### FC版でのボスキャラクター
豪田/豪田 剛（ごうだ つよし）
宝陵高校3年生で、番長格。実直で漢気溢れる好青年であり、同校のみならず他校生にも人気がある。周囲が豪田を慕うあまりに半ば勝手に番長格と崇められているが、本人にはその自覚は無い。
困っている人を放っておけない性格から街のあちこちで人助けを行っているほか、誘拐犯から狙われる妹・砂織をなんとしても守ろうと苦悩する姿が描かれている。
ダブルドラゴン兄弟に匹敵する実力を持ちながらも、砂織の存在を利用され脅されており、やむなく冷峰の軍門に下っている。ダブルドラゴン兄弟を倒せる可能性をくにおに見出し、その実力を確かめようと勝負を挑んでくる。最終日のイベントで特定条件を満たしていると五代との戦闘時に現れ（加勢前にも「運動場で派手に暴れていた」と西村から語られている）、くにお達に加勢する。
FoDD2016モードでは、新入生「ゴーダン」として登場。入門の初日が何故か武道会本番となり困惑のままに参加するが、驚異的な強さで勝ち進んでしまい「恐るべき新人現る」と冷峰館を震撼させる。
【必殺技】頭突きスペシャル、正拳突き、バックドロップ、怯ませ頭突き【超必殺技】クリティカルヘッド
五代/五代 奨（ごだい すすむ）
谷花高校3年生で、番長。普段こそ陽気でお茶目な性格であるが、キレると凄まじく凶暴化するため周囲に恐れられている。木刀をこよなく愛し、背中には木刀を仕込んで持ち歩いており、必殺技も軒並み木刀を用いるものとなっている。
じっとしていられない性分で気の赴くままに、街のそこかしこを奔放にうろついている。豪田のことは親友として一目置いており、友情に厚い一面を見ることができる。
ダブルドラゴン兄弟を相手に一人で激戦を繰り広げるも2人同時の相手となり惜敗、冷峰の軍門に下ってからは校門前の見張りをさせられている。くにおと豪田の戦いが決着したタイミングで現れ、豪田が殺されたと勘違いして激昂し襲い掛かり、その後豪田のツッコミを受けている。最終日のイベントでも四天王に混じって冷峰学園の4F部分を守っており、侵入者であるくにおとりきに襲い掛かってくる。特定条件を満たし豪田と共闘して倒した場合、そのまま豪田に協力し追っ手を食い止めると宣言する。
FoDD2016モードでは、門下生「ゴーイ」として登場。優勝賞金で好物のせんべいを買い占めるべく邁進する。
【必殺技】棒術スペシャル、キレる、木刀取り出し、ハリケーンクラッシュ【超必殺技】棒術DX
沢口/沢口 靖夫（さわぐち やすお）
白鷹工業高校2年生で、自称白鷹No.2。威勢こそ一丁前だが、実力は伴っていない。番長である西村にべったりであるため、なんとかNo.2を名乗ることを許されている身ではあるが、本人は純粋に西村を慕っている。
冷峰学園の軍門に下って以来、課せられたノルマに苦慮する日々を送っていたが、偶然通りがかったくにおに因縁をふっかけたことが、結果的に状況を打破するきっかけとなる。最終日のイベントでも特定条件を満たしていると西村と共に応援に駆け付け、くにおと共闘する。
FoDD2016モードでは、門下生「サワラス」として登場。ニシラス（西村）を慕い、ザ・ラース（木下）にビビっているところは本編と変わっていない。
【必殺技】喧嘩キック、ジャンプギロチン【超必殺技】白鷹落とし
西村/西村 成孝（にしむら なりたか）
白鷹工業高校3年生にして番長を張るメガネの巨漢。体格とパワーを生かした戦い方もさることながら、態度のふてぶてしさと、「どっくーんときたよー」や「ぴゅぴゅぴゅのぴゅー」といった独特のボキャブラリーが絶大なインパクトを誇る。
白鷹のトップに君臨しているものの人望は無く、校内には「反西村連合」なる組織も存在しており、一枚岩ではないことが窺える。
木下に敗れ冷峰の軍門に下っているが、虎視眈々とリベンジの機会を狙っており、舎弟の沢口や自身を下したくにおに木下を打倒するための同盟を提案し共闘するが、展開次第ではくにおを利用して熱血高校もろともまとめて倒してしまおうとする狡猾さすら垣間見せる反面、ピンチに陥ると一転してヘタレな面を露呈する。最終日のイベントで特定条件を満たしていると木下との戦闘時に応援に駆け付け共闘するが、そこでも戦闘の回避や手柄の横取りを画策し、くにおに呆れられていた。
FoDD2016モードでは門下生「ニシラス」として登場。持ち前のふてぶてしさで勝ちをもぎとってゆく。
【必殺技】溜めパンチ、地獄突き、巴投げ【超必殺技】超絶溜めパンチ
上条/上条 恒男（かみじょう つねお）
影村学園3年生。学園の名を上げるために東奔西走しているが、空回りすることも多い。かなりの目立ちたがりであり、意図せず山本の決めセリフに割り込んでしまっている。腕を磨くために、格上の相手にも怖れずに挑みかかる姿に感銘を受ける者もおり、実際にくにおに挑むまでは負けたことがなく、ポテンシャルは高い。
くにおを標的に定め、執拗に挑みかかるが、何度も返り討ちにされる中で友情に目覚め、最終的にはくにおに挑んだことで名実ともに影村学園の番長として認められたと感謝を述べてくる。鍛錬のためにタイガーホールに通い出しており、同施設で挑戦できる勝抜き戦では山本とともに強化された状態で登場する。最終日のイベントで特定条件を満たしていると鬼塚との闘いで「ソウルメイトの危機」として山本と共に駆け付け共闘し、鬼塚撃破後はそのまま冷峰生の足止めを買って出る。
FoDD2016モードでは門下生「カミック」として登場。目立ちたがりな性分の赴くままに、テレビに映りたい一心で優勝を目指す。
【必殺技】急降下キック、シャイニング・ニー【超必殺技】影村ツープラトン
山本/山本 憲之（やまもと のりゆき）
影村学園3年。控えめながら堅実な性格をしている。口数の少なさが災いし、決め台詞を言おうとするも上条に取られがちになってしまっている。上条と出会う前は友人の輪に溶け込めずひとりで過ごすことが多かったが、突っ走り気味の上条と出会ってからは良き相棒となり、共に過ごす日々を楽しんでいる。
学園の名にはあまり興味はないが、上条に付きあう形でくにおに挑みかかる。上条共々戦うたびに成長をみせ、最終的にはコンビネーションによる超必殺技を編み出してくる。最終日のイベントでも特定条件を満たしていると上条と共に応援に現れる。
FoDD2016モードでは門下生「ヤマック」として登場。堅実な性格そのままに、目の前の一戦一戦に注力し、着実に勝ち上がる。
【必殺技】トルネードパンチ、スライディング【超必殺技】影村ツープラトン
鬼塚/鬼塚 崇（おにづか たかし）
冷峰学園3年生にして、前生徒会長。2年の頃から生徒会長を務めていた。
顔がデカい上に威圧感こそあるものの、見た目に反して真面目で優しく、生徒や地域住民からぶっちぎりの信頼を寄せられる好漢。規則にはうるさい一面こそあるものの責任感の裏返しでもあり、そんな彼が任期半ばで生徒会長を辞したことには周囲から驚きの声が上がり、不自然とさえいえる辞任劇に長谷部は違和感を覚えている。
下級生時代、不良のトップとなった小林と衝突してからは互いを認め合う仲となり、小林に自らの手での支配を思いとどまらせたほどの、いわば立場的に「表」から学園を統率したカリスマの持ち主である。それゆえに、学園全体が明らかにおかしくなっているのに彼がただ黙って従っている状況をして、小林は彼を操る黒幕の存在を察知している。山田の洗脳により操られ、山田の代わりに生徒会長の業務をこなしながら、立場上はダブルドラゴン兄弟直属の配下として、くにおに牙を向ける。最終日のイベントでは体育館でくにお達を待ち受け戦うが、特定の条件を満たしていると戦闘終了後に洗脳が解ける。
FoDD2016モードでは師範代「ジ・オーガ」として決勝戦に登場。通常ルートの最終ボスとして、武道に真摯な者にはその姿勢を称え、邪な者には活を入れ、勝ち上がってきた者の前に立ちはだかる最強の男。
【必殺技】人間ドリル、ジャンプエルボー、ジャイアントスイング、ハンマースイング【超必殺技】人間ギガドリル
望月/望月 駿（もちづき しゅん）
冷峰学園3年生にして、冷峰四天王の一人。「かっとびのもつ」の通り名を持つが、これまでのシリーズと同様、誰からもその名前が出てくる様子はない（くにおからも「誰も呼ばねえな」と言われる）。
入学当初は中学時代の喧嘩のウワサとともに、陸上スポーツの特待生として注目を集める存在だったが、小林に敗北してからは四天王の一角に収まっている。自分との闘いの側面が強いスポーツよりも、強さが相手との勝ち負けでハッキリする喧嘩をこの上なく好んでおり、負けた相手には勝つまでとことん挑み続ける姿を「ケンカストーカー」と評されている。自らが敗北を喫したダブルタイガー兄弟やダブルドラゴン兄弟、小林へのリベンジを固く誓っているものの、真っ向からの勝負を信条とし、またイヤミのないさっぱりとした性格ゆえに人望を集めており、早坂や大田といったチーム望月のメンバーからはもちろんのこと、彼の配下にある沼丘工業の不良達からも慕われ、かつて戦った間柄である冷峰OBらとの関係も良好である。最終日のイベントでは冷峰学園1Fにてチーム望月の面々と共に待ち構えている。
花園公園の一画に「喧嘩倶楽部」を立ち上げたのは彼であり、本編中でも街のあちこちでトレーニングに励んでいる。タイガーホールに通い腕を磨いており、同施設で挑戦できる勝抜き戦では強化された状態で登場する。
FoDD2016モードでは、四天王「ザ・スピード」として決勝2回戦に登場。3年に一度の大会を存分に楽しんでいるが、テンションが上がっている姿を少々暑苦しく思われている。
【必殺技】ニトロアタック、急降下パンチ、急降下キック、ツバメ返し、スクリュウ【超必殺技】ニトロシステム
木下/木下 忠（きのした ただし）
冷峰学園3年生にして、冷峰四天王の一人。口数が少なく、とにかく顔が怖いが、根は純朴。
中学時代までは不良ではなかったが、高校入学早々に上級生からその風貌に因縁をつけられ、その喧嘩に木下が勝ってしまったことで、冷峰学園内は上級生対下級生の抗争状態に突入し、その中で四天王として頭角を現すことになる。
四天王の一角を張れる喧嘩の強さもさることながら、特筆すべきはその根性と回復力であり、いくら倒れても立ち上がってくる姿は「ゾンビ」と評されている。普段こそ寡黙であるが、執念深く不屈な闘志を内に秘める為、ひとたび敵と見なした者はその周囲すらも容赦なく手にかけ追い込んでゆく 非情さと、キレると生半可な実力では手が付けられなくなるほどに暴れ狂う凶暴さを持ち合わせている。超必殺技「狂化」を繰り出した際の風貌は戦った相手を恐怖に陥れ、彼に敗北した西村と沢口はトラウマを植え付けられている。
顔立ちの厳つさから本人は友達ができないことを気にしているが、木下派と呼ばれる理解者達も実は存在しており、中学時代の同級生である坂宿商業・永塚にも（当人からは恐れられているが）親しみをもって接している。
最終日のイベントでは冷峰学園3Fにて配下と共に待ち構えている。
FoDD2016モードでは、四天王「ザ・ラース」として決勝3回戦に登場。大概は闘志に満ち溢れている格闘家と勘違いされてしまうが、内心では鍛錬相手（＝友達）を作るべくいろいろと思い悩んでいる。
【必殺技】ジャンプギロチン、喧嘩キック、マッハふみふみ、頭掴み【超必殺技】狂化
平/平 清文（たいら きよふみ）
冷峰学園3年生にして、冷峰四天王の一人。
並みの高校であればトップに立てる実力の持ち主だが、その全てを上回る小林の存在により表には立たず、四天王の一角に収まっている。プロレス技を主体とした喧嘩の強さもさることながら、策略を張り巡らせることに長けており、情報を駆使して相手の弱点を突く、裏工作により相手を罠にはめる、といった謀略を平然と行う。学園内で最大派閥である平軍団を組織しているが、その統制は専ら恐怖によるものであり、他の四天王と比べて求心力に欠けている。同学年の支配をめぐる争いで小林に敗北すると「冷峰四天王」の存在を広めて自らの地位を確保したり、望月が立ち上げたバトルクラブに賭けを持ち込んだりと、立ち回りの姑息さは嫌悪感を買っている。
中学時代にあまりに惨めな負け方をして仲間達が離れていったことが転機となり、勝つための手段を選ばない男になってしまった。熱血を弱体化させるためにくにおの信用を貶めて孤立させる罠をしかける、千里台と花園を一挙に配下に収めるために工作を行うなど、策略を張り巡らせる。物語終盤には配下と共にマミを誘拐し小林産業工場跡に監禁していたが、「平軍団の名を騙る連中が誘拐しようとしていたので掻っ攫っただけ」「奴を使って花園を攻略するつもりはない」と弁明しており、くにおや源からは理解を示されている。
最終日のイベントでは冷峰学園2Fで源らと共に待ち構える。
FoDD2016モードでは四天王「ザ・ハード」として決勝1回戦に登場。実力こそあるがもっぱらナナメに構えており、道場外での鍛練と称してちょくちょくサボっている。
【必殺技】ジャンプエルボー、ドロップキック、マッハ叩き、唐竹割り【超必殺技】バク宙バスター
小林/小林 政男（こばやし まさお）
冷峰学園3年生にして、冷峰四天王のトップを務めている。
緑町一帯を繁栄させ一時代を築いた企業「小林産業」の社長子息だったが、中学時代に倒産の憂き目に遭い苦境を経たことで、将来にばかり目を向けるようになり、冷めた性格へと変貌した過去を持つ。
一見するとキザで常に不敵な表情を浮かべている自信家だが、四天王ヘッドにして冷峰最強とも噂される喧嘩の強さとともに、先見性と人心掌握術に長けた類を見ないほどの切れ者であり、鬼塚とは異なるベクトルのカリスマの持ち主である。高校生の身にして自ら起業し、廃墟となった小林産業跡を買い戻し、アジトとして改修するという離れ業を成し遂げている。自らに心酔する親衛隊を率いているが、配下や他の四天王にも敬語を欠かさない。
入学当初から不良の統率に動き出し、学年不動のトップとして上級生からも一目置かれる存在となる。鬼塚とは衝突して以来互いに認め合う仲であり、学園の不良を束ねる「裏」からの統治を担っていたが、学園の支配へ動き出した山田とその手下であるダブルドラゴン兄弟の台頭後、学園が全国制覇に動き出してからは、将来を見据え損得を計算した結果として静観のスタンスを取っている。他校を支配下に置いてゆくシステムを称賛しつつも、所詮は高校生の戯れであり、自分ならばもっと確実なやり方で全国制覇を成し遂げられる、とも言及している。山田の「悪のパワー」による洗脳にも抗えるほどにプライドが高く、山田からの洗脳を弾き返す結果となっている。
冷峰学園を操る黒幕の存在を察しながらも、その歯車となって動くこともまた一興として視野に入れている一方で、黒幕の野望を阻止し、学園を元に戻せる可能性を持つくにおに興味を抱き、その実力を図ろうと勝負を挑んでくる。 学園に対して少なからず愛着を抱いている一面もあり、独特の気風溢れる場である冷峰が自ら以外の手で染め上げられてしまったことへのイラつきや、級友達がくにおに次々と倒されたことへの憤りも垣間見せている。
最終日のイベントでは冷峰学園5Fで待ち構えているが、他の面々と違い特定条件を満たしていないと戦闘にならない。敗北した際には感情を露わにし、「卒業までにもう一度戦ってください」とリベンジを宣言する。
FoDD2016モードでは四天王「ザ・クルエル」として準決勝に登場する。師範代に成りうる実力ながら固辞しており、前回敗北したアレックスに勝つために闘志を燃やしている。プレイヤーキャラにアレックスを用いて勝利した場合、アレックスが普段の稽古で戦ってくれないことに不満を漏らす。
【必殺技】マッハチョップ、ダブルチョップ、脳天チョップ、手刀【超必殺技】手刀乱舞
竜一/服部 竜一（はっとり りゅういち）
冷峰学園3年生にして、ダブルドラゴン兄弟の兄。弟の竜二とともに、父が理事長を務める服部学園から転校してきた。
忍者の教育を受けており、キック技を得意としている。犬を苦手としており、飼い犬にすらビビる様を竜二からは辟易されている。
仕えるべき主君を探していたところに山田が現れ、敗北したことで主従関係を受け入れる。冷峰学園への転校直後から怒涛の勢いで周辺他校を支配下に収め、表向きのトップとして全国制覇に邁進する学園を主導するが、小林には「本質的にトップに立つ器ではない」と評され、彼らの背後にいる山田の存在を見抜かれている。
FoDD2016モードでは、主人公兄弟の兄「ジミー」として登場する。自身の実力に絶対の自信を持っており、それゆえにかなり尊大で口も悪い。FoDD2016モードの設定や超必殺技などに「ダブルドラゴン」主人公兄弟の兄であるジミー・リーとの関係性が暗示されている。
【必殺技】龍尾嵐風脚、爆魔龍神脚、龍神斬首投【超必殺技】双龍転生・紅
竜二/服部 竜二（はっとり りゅうじ）
冷峰学園3年生にして、ダブルドラゴン兄弟の弟。兄の竜一とともに、父が理事長を務める服部学園から転校してきた。
兄同様に忍者の教育を受けており、度々忍者のような高速移動を披露する。キックが得意の兄に対し、こちらはパンチ技を得意としている。猫を苦手にしており、野良猫にすら慌てふためく様を竜一からは辟易されている。
自分たちの強さに絶対の自信を持っており、その立ち振る舞いは兄弟揃って傲岸不遜で高圧的であるものの、自分たちをも上回った山田には敗北を認め、服従している。
FoDD2016モードでは、主人公兄弟の弟「ビリー」として登場する。兄・ジミーとは対照的に紳士で求道的な性格であり、強者達との出会いと闘いを存分に楽しんでいる。FoDD2016モードの設定や超必殺技などに「ダブルドラゴン」主人公兄弟の弟であるビリー・リーとの関係性が暗示されている。
【必殺技】龍尾嵐風脚、天殺龍神拳、龍神斬首投【超必殺技】双龍転生・蒼
山田/山田 大樹（やまだ たいき）
冷峰学園3年生にして現生徒会長。本作の最終ボスだが、特定の条件を満たしていないとダブルドラゴン兄弟が最終ボスとなり、戦うことができない。
本作では彼の内面やバックグラウンドが語られたことより、従来のキャラクター像からは一転した宿敵として、くにおの前に立ちはだかる。
元来のくにおに比肩する実力に加え、マコトとの出会いを経て「悪のパワー」を会得し、ダブルドラゴン兄弟をはるかに上回る強さを手に入れている。
中学時代をくにおや長谷部の仲間として過ごす中で、くにおばかりが周囲から認められ慕われることにコンプレックスを募らせていたが、それでも自分はくにおよりも勝っていると信じることでプライドを保っていた。中学卒業式の日に、それを証明するためにタイマンを挑むが、そうした山田の内心を察せず、戦うことを無意味に感じたくにおが途中放棄したことで決着こそ有耶無耶となったものの、敗色を感じ始めており、負けずに済んだことに安堵していた自分に気付いてしまったことでプライドは崩され、性格が歪みだすとともに、くにおに敵意を抱くようになった。冷峰へ進学してからは燻った気持ちを胸に秘めたまま文武両道の優等生を演じていたが、マコトとの出会いによってコトブキロードの裏社会に身を投じる中で、その内面も加速度的に歪んでいく。マコトを超える力を手にしたことを機に、くにおとの決着を思い立つが、くにおは既に喧嘩やスポーツで名を馳せてしまっており、くにおを超えるにはただタイマンで勝つ程度では無意味なものとなってしまっていた。そのために、くにおがまだ成し遂げていない全国制覇によって不良のカリスマとして君臨し名声を得た上で、改めてくにおとのタイマンで勝利することを目的に動いている。
冷峰四天王や鬼塚に洗脳を施すとともに、ダブルドラゴン兄弟を配下として転入させ、パーティー券による集金システムや高校のランク付けによるヒエラルキーを構築し、黒幕であることを悟られぬように立ち回りながら、生徒会長の立場を利用することで他校生をも洗脳し、手駒として動かしていた。順調に支配域を拡大させていくが、くにおに手を出すタイミングを誤ったことが敗因となる。自らに洗脳を施してでもくにおを倒さんとするほどの憎悪を抱く一方で、くにおの強さを素直に認めている部分もある。
FoDD2016モードでは「サイモン」として登場。悪のパワーを駆使して勝ち上がり、立場的にロキシー（長谷部）に近いジ・オーガ（鬼塚）には嫉妬を露わにし、宿敵であるアレックス（くにお）には憎悪を向けるところは本編と同様である。
【必殺技】マッハパンチ、マッハキック、マッハパンチII、マッハキックII、山田の術、洗脳【超必殺技】山田の術・改、暴力、洗脳・改、惡の華

### シリーズからの登場キャラクター
ひろし
熱血高校3年で、くにおの親友。熱血硬派シリーズからダウンタウンシリーズへの本格的な登場となった。
本作では危険の渦中にある親友の身を案じており、他校の情報をくにおに知らせてくれるほか、挑戦状の伝言を受けるメッセンジャーのような立場を担っている。
姿/姿 三十朗（すがた さんじゅうろう）
熱血高校2年で、くにおの後輩。くにおを心の師と仰ぎ悪いヤツが大嫌いな熱血漢だが、その性格が災いすることもしばしばである。
本作では「番長狩りで街を平和にする」との理想を胸に、あちこちの高校に挑みかかっているが、冷峰四天王・木下には敵わず、手酷くやられてしまう。
七瀬/七瀬 遥（ななせ はるか）
熱血高校2年で、くにおの後輩。真面目かつ温和な人柄でスポーツや学業などを器用にそつなくこなし、人望もある。姿と共にくにおを支える存在。
姿とは親友であり、猪突猛進な彼の理解者にしてブレーキ役でもあるが、姿の暴走のとばっちりを受けてしまう一幕もある。
桃園/桃園 里美（ももぞの さとみ）
熱血高校2年。元気いっぱいのチアリーダーで、熱血高校のアイドル的存在。
姿と七瀬のクラスメイトであり、姿に想いを寄せているがゆえに、暴走しがちな姿を心配している。
熱血高校の普通の生徒を代表するような立ち位置におり、街を覆う不穏な雰囲気を怖れているほか、冷峰の熱血襲撃に遭遇し恐怖で涙をみせている。
五月女/五月女 光（さおとめ ひかる）
花園高校2年で、りきの片腕的存在。人柄、知力、ルックスと三拍子揃った好青年ゆえに女子生徒からの人気がとても高いが、積極的に迫ってくる女性を少々苦手としている。
りきの親友であるくにおにも敬意を払って接している。りきグループの結束をつなぐとともに次世代の花園を担う存在であり、ちほ＆しおりといった普通の生徒からも頼られている。
前田/前田 亨（まえだ とおる）
花園高校3年で、かつてりきと互角に渡り合って以来、互いを認め合う存在。
千里台の襲撃には五月女達と立ち向かうが、展開によっては冷峰が千里台に加勢してきたことで追いつめられてしまう。
ワタル/佐々木 亘（ささき わたる）
花園高校3年で、舎弟としてりきに取り入り、りきグループのNo.2を自称している。
野心家で、実力で敵わなければ他人を利用したり裏切ったりすることも厭わない性格で、りきグループのメンバーとして登場するものの、過去作で見せていた態度とは異なり、りきに遜るような一面は鳴りを潜めている。
砂織/豪田 砂織（ごうだ さおり）
豪田の妹。可憐な美少女であり、病弱で大人しい性格ゆえに近寄ってくる虫も多く、兄に守られて育ってきた。
兄妹仲は非常に良く、放課後の時間帯で兄と待ち合わせをしている姿を見ることができる。彼女の存在を冷峰に利用されてしまい、豪田はやむをえず軍門に下っている。
園川/園川 薫（そのかわ かおる）
千里台高校2年。シリーズではくにおを「兄貴」と呼んで猛烈に慕うキャラクター像が定着しているが、本作はくにおを慕い出す前の時系列にあたる。
花園生を名乗る冷峰生からの執拗な襲撃に耐え兼ね、仲間達と「千里台ボンバーズ」を結成し、花園を打倒せんと立ち上がる。特訓の成果を確かるべく、くにおに胸を貸してもらおうと挑みかかってくる一幕もある。
千里台ボンバーズ
千里台高校の生徒たち。園川を中心に森、伊藤、小倉、坂神、土田らで結成されている。
花園打倒のために立ち上がった正義感の強い生徒達だが、不良では無く一般生徒なので、喧嘩を行う立ち振る舞いがわからないため、ほとんど見様見真似。冷峰四天王・平や花園・前田からは「弱い」「無駄にしつこい」等、実力はたいしたことがないと評されている。
根立/根立 克行（ねだち かつゆき）
白鷹工業高校3年。特徴的な口癖の多い白鷹生の例に漏れず、「ぷぷぷ…！」との妙な口癖を持つ。
有名人であるくにおを倒して有名になろうと挑みかかってくるほか、バトルクラブでは西村を嫌う反西村連合の一員として登場する。
冷峰学園元生徒会
鬼塚が生徒会長だった時代の生徒会メンバーである中村、古賀、市川、武藤の4名。
鬼塚が洗脳されてからは、自分たちも全国制覇の先鋒として活発に動いており、展開によっては熱血襲撃の先陣を切り暴れ回っている。
冷峰学園運動部
冷峰学園の運動系の部活に所属しているメンバーで、入江、河田、後藤、国立の4名。
展開によっては熱血高校の襲撃部隊として元生徒会メンバーと共に現れる。
早坂/早坂 良麻（はやさか りょうま）
冷峰学園3年で、冷峰四天王・望月の親友。過去のシリーズではやや古風な口調で一人称は「僕」だったが、本作では一転して砕けた口調になり、一人称も「俺」に変わっている。望月とは周囲を気にしないところが似ており、ウマが合っている。
喧嘩は好まないが、チーム望月の中心人物としてやる時はやる男。望月の奔放さに少々呆れながらも友情には厚く、望月がくにおに倒された場面を目にすると激昂して挑みかかってくる。
松戸/松戸 京介（まつど きょうすけ）
冷峰学園3年で、マッドサイエンティスト然とした化学部員。
実験データ採取のために全国制覇に加担している。バトルクラブでは街のヤンキー3名を傭兵として引き連れたチームで出現する他、展開によっては熱血高校の襲撃部隊に加わっている。
音無/音無 京助（おとなし きょうすけ）
冷峰学園の生徒で、『熱血行進曲』からの登場。
早坂と違い目立った出番はないが、展開によっては熱血高校の襲撃部隊に加わっている。
ダブルタイガー兄弟
『熱血格闘伝説』からの登場。虎のマスクを着用した兄・虎一（とらいち）、弟・虎二（とらじ）の格闘家兄弟。栄十リゾートでタイガーホールを経営している。
冷峰学園OBであり、当時「花園、白鷹、冷峰」の三強が凌ぎを削った時代に名を馳せた存在であることが語られる。
勝抜き組手の最後の相手として戦うことができるが、繰り出してくる必殺技は恐ろしいほどの威力を誇る。
高岡（たかおか）、川中（かわなか）
『超熱血！大運動会』からの登場。秋葉学院の生徒で、本作では連続で発生するサブイベントがある。
うがじん/宇賀神 輝昭（うがじん てるあき）
『サッカー部』からの登場。恐山商業高校の生徒で、本作では連続で発生するサブイベントがある。
鷹峰/鷹峰 昇（たかみね のぼる）、森本/森本 健一（もりもと けんいち）、一条/一条 勇人（いちじょう はやと）
『熱血行進曲』からの登場。熱血高校の1年生コンビ。本作では端役で目立った出番はない。
持田（もちだ）、大西（おおにし）、近藤（こんどう）、甲斐（かい）
『ダウンダウン熱血物語』からの登場。又川工業高校の生徒たち。格上相手でも臆せず戦いを挑む影村学園の上条と山本を慕っており、自分たちもくにおに勝負を挑んでくる。後の『熱血行進曲オールスタースペシャル』でも影村学園のメンバーとして参加している。

### 本作の新キャラクター
洗脳された学生達
山田によって洗脳を施された学生達。一様に虚ろな目をしており、フィールドで話しかけるとほとんどの者が「熱血を倒す」と口にし襲いかかってくる（坂宿や冷峰の一部の洗脳学生には襲ってこない者もいる）。FoDD2016モードでもボーナスステージの討伐対象キャラクターとして登場する。
源/源 頼和（みなもと よりかず）
冷峰学園3年生で、平の幼馴染にして親友。かつては平と「源平コンビ」としてそれなりに名が知られた不良だが、現在の平の卑劣さを是としない良識も弁えている。
平が変わってしまう契機となった敗北の原因が自分にあることを悔やんでおり、その負い目から現在は平の配下として従っているが、平に並べる実力とあわせて派閥内での発言力は高い。自分の懇願に耳を貸さなくなってしまった平を元に戻すために、平を叩き伏せられるであろうくにおを頼る。街に評判が立つほどの腕利きゲーマーでもあり、作中でもFoDD2016の連勝記録を打ち立てるべく勤しんでいる。
FoDD2016モードでは、ザ・フレンドとして予選決勝の対戦相手で登場。CPU専用キャラクターとなっている。
【使用必殺技（FoDD2016）】マッハパンチ、マッハキック、マッハ叩き、スクリュウ
平軍団
冷峰四天王・平が率いる、源、獏北、棟発らの冷峰生一派。
工作行動の際には、冷峰学園の制服に黄色のプロレス覆面を着用する。勢力自体は大きいが個々の平に対する忠誠心はあまり見られず、恐怖政治を強いる平との間に源が入ることで体制が維持されている状況にある。
チーム望月
冷峰四天王・望月の配下である、早坂、大田らの冷峰生一派。
望月の人望が基盤となった結束力の強い一派であり、葛西、成田、三上、吉田といった沼丘工業の不良達も望月の人柄に惚れ込んで積極的に協力している。
木下派
冷峰学園四天王・木下の配下である、戸毛、歩智らの冷峰生一派。
他校に絡まれていたところを木下に助けられ、彼の内面にある優しさに気付いたことで彼の下についた良き理解者達であるが、彼らでも狂化した木下は止めることができない。
小林親衛隊
冷峰四天王・小林に心酔する、青木、富山、大沢、清野、桜田の5名。
他校であればトップを張れる実力を全員が備えており、小林に牙を向ける相手には容赦しない。小林が興味を抱くほどの存在であるくにおの実力を確かめようと、小林との対決前に戦いを挑んでくる。
永塚/永塚 聡（ながつか さとし）
坂宿商業高校3年。生まれながらのトラブル吸引体質で、たくさんの人と一緒にいるときですらなぜかピンポイントで絡まれる。タイガーホールの広告をいつも鞄に入れているが、未だにジムに入ったことはない。
木下とは中学時代の同級生であり、冷峰に進学して変わってしまった木下を恐れているが、当の木下からは親しみをもって接されている。
反西村連合
西村に反抗する白鷹工業高校の生徒たちで、横山、桜庭、竹内の3人組。バトルクラブでも根立に率いられて出現する。
ちほ＆しおり
花園高校2年。茶髪のちほ、黒髪のしおり、金髪のマミと、仲良しの3人組で連れ立っている様はカラフル。
りきと付き合いだしたマミを当初こそ心配していたが、りきの人柄を知った今では二人の恋路を応援している。
物語終盤、スモールパークスに3人でいたところにダブルドラゴン兄弟が現れてマミが攫われてしまい、恐怖で涙している。
格闘家トリオ
ダブルタイガー兄弟に憧れ、タイガーホールの門を叩いたトレーニング仲間の外国人3人組。それぞれニット帽の格闘家、スキンヘッドの黒人格闘家、金髪にヒゲを生やした格闘家。
仕事は仕事、趣味は趣味と割り切るさっぱりした性格をしており、平軍団の傭兵としてくにおとりきに襲い掛かるが、返り討ちにされるとその強さを称え、タイガーホールに勧誘している。同施設で挑戦できる勝抜き戦では序盤と終盤に2回登場し、終盤ではかなり強化された状態で出現する。
本作ではそれぞれの名前は非公開だったが、後の『三国志だよ全員集合！』で「魏続」「宋憲」「候成」として登場した際にそれぞれ「ニット」「ボルド」「ブロンド」の名前が付けられている。
マスター
コトブキロードにお店を構える喫茶店兼バー「スモールパークス」のマスター。32歳。
昔はヤンチャしていたが、オーナーに拾われてからは真面目に働き出し、今では厚く信頼されている。穏やかで包容力のある人格者であり、またマスターとしての腕前も確かで、善良な一般市民からならず者に至るまで、彼の作るコーヒーやスイーツ、また彼自身に癒しを求めて店を訪れる客も多い。
篠田/篠田 晃（しのだ あきら）
冷峰学園OBで、くにお達の2学年上にあたる。20歳。
人に頼られることが好きな小粋な2枚目の青年で、卒業後すぐに会社を立ち上げた若手実業家。最近は思うようにいっておらず、毎晩のようにスモールパークスに入り浸っている。
在校当時は下級生だった四天王達と戦いを繰り広げた間柄であり、弟も現役在校生であるため、イキの良さそうなくにおを気に入り、冷峰の様々な情報を教えてくれる。
ミカ/坂上 美香（さかがみ みか）
コトブキロードで話題のカフェ「プリンセス・キャッスル」のキャスト。20歳。
流行りものが好きなイマドキの女の子。強い男が好みで、不良達の喧嘩話にも興味津々。
ノリが軽く、手っ取り早くお金を稼ぐために同店で働いている。平からくにおを罠に嵌める作戦をアルバイトとして持ちかけられ、結果的にくにおを貶める罠の片棒を担ぐが、根は素直で悪気のない人柄であるため、くにおとも和解に至っている。
夜の街を遊び歩いているためにコトブキロード界隈でも顔が知られており、マコトと山田とも接点があったことから、暴走したマコトに襲われ怪我を負ってしまう。あるエンディングではくにおが彼女の見舞いに訪れる姿が描かれている。
リナ/出口 理奈（でぐち りな）
コトブキロードで話題のカフェ「プリンセス・キャッスル」のキャスト。19歳。
大人びた落ち着きのある女の子。冷峰学園OGで篠田とは同級生であり、妹も現役在校生である。現在は大学生活の傍らで学費を稼ぐために同店で働いており、お金を貯めて語学留学するのが目標。
父が小林産業の重役であったことから小林との親交が深く、幼馴染の視点から彼の人柄やバックグラウンドを教えてくれる。
ミノリ/山上 実（やまがみ みのり）
コトブキロードで話題のカフェ「プリンセス・キャッスル」のNo.1キャスト。年齢は「ひみつ」（実際は24歳）。
マコトの双子の姉であり、彼が唯一頭が上がらない存在である。柔和なオトナの女性で、聞き上手が昂じていつのまにかNo.1に登り詰めていた。夕方には買い物で思案する家庭的な姿を見ることができる。
幼いころから両親がおらず、身一つで生き抜いてきたため、外見に反した肉体的・精神的なタフさを持ち合わせている。マコトの肉親として、彼の暴走を止めてくれたくにおに御礼をしてくれるとともに、山田がマコトと出会ってから辿った足跡について教えてくれる。
マコト/山上 誠（やまがみ まこと）
本作のキーパーソンであり、長らく明らかにされていなかった「悪のパワー」を山田に授けた人物。24歳。
ミノリの双子の弟であり、「悪のパワー」を駆使した圧倒的な暴力もさることながら、裏社会を渡るだけの頭脳を備え、恐怖をもって夜の街を支配していた。自身の生い立ちに激しいコンプレックスを抱えており、暴れまわることでそのストレスを発散していたことが、奇しくも治安の維持に資していた面もあり、彼が姿を現さなくなったことでコトブキロード界隈は荒れはじめている。
山田に「悪のパワー」の素養を見出したことで舎弟として受け入れ、あわせて裏社会を生きる智謀をも授けるが、自身をも超える力を手にした山田に倒されてしまう。精神を冒され、引きこもるように洗脳を施されたが、効果が薄れてきたことで再びコトブキロードに姿を現す。全身に肉弾戦をものともしないほどのオーラを纏い、洗脳と山田への怒りで正気を失ったまま暴れ回り、立ちはだかったくにおに襲い掛かる。

## 開発
本作は当初は2016年4月28日発売予定とされていたが、2度発売延期された。

### スタッフ
- 制作：エープラス株式会社
- ディレクター：山口律
- プランナー：浦田泰行、田上公美子、入江崇之、金沢光範、濱﨑真治
- プログラマー：折出勝俊、青木一、河村香、野林雅大、藤田雅人（モンキークラフト）
- デザイナー：山本華奈江、西村将輝、荻原裕志、井上孝之、小原理敏、前田康嗣、三城摩衣子
- アシスタント：向恭輝、吉井僚、中妻龍介、福山佳洋、前田達哉
- プロデュース：アークシステムワークス株式会社
- セールスプロモーション：福島伸明、鈴木美香、永島靖啓、斎藤聡、須藤夏葉、浅香恵美子、佐藤朱菜
- プランナー：佐竹省吾
- サウンド：澤和雄（DSP）
- スペシャル・サンクス：岸本良久、大山佳
- マネージャー：金子宝巨
- プロヂューサー：永田厚二
- エグゼクティブ・プロデューサー：木戸岡稔